# Coprosma nitida
Coprosma nitida är en måreväxtart som beskrevs av Joseph Dalton Hooker. Coprosma nitida ingår i släktet Coprosma och familjen måreväxter. Inga underarter finns listade i Catalogue of Life.